# Alticola montosa
Alticola montosa é uma espécie de roedor da família Cricetidae.
Apenas pode ser encontrada na Índia.